# Hydrilla verticillata
Hydrilla verticillata — вид трав'янистих рослин з родини жабурникових (Hydrocharitaceae), поширений у північній Європі, Азії, Африці, Австралії.

## Опис
Багаторічна трав'яниста рослина занурена у прісну воду. Стебла виростають до 1–2 м завдовжки. Листя розташовані в кільцях від двох до восьми навколо стебла, кожна листова пластина довжиною 5–20 мм і шириною 0.7–2 мм, з зубцями або дрібними шипами по краях листків; середня жилка листя часто червонувата, коли вона свіжа. Рослина однодомна (іноді дводомна). Квітки дрібні, з трьома чашолистками і трьома пелюстками, пелюстки довжиною 3–5 мм, прозорі з червоними смужками. Рослина розмножується в основному вегетативно шляхом фрагментації і кореневищами і туріонами (зимовими бруньками), а квіти рідко бувають.

## Поширення
Поширений у північній Європі, Азії, Африці, Австралії; натуралізований у Новій Зеландії, Мексиці, США, Південній Америці та ін..

## Галерея

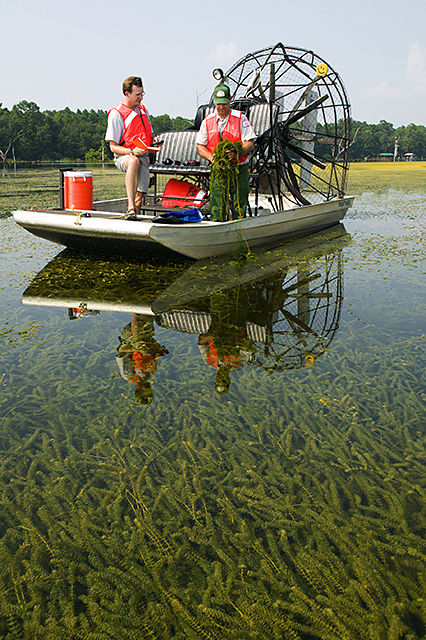
зарості у Флориді
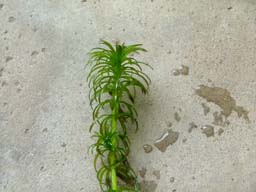
рослина